# Scotch woodcock

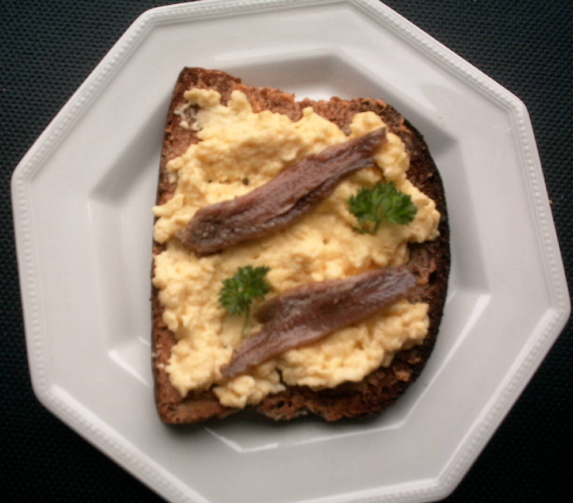
Dos tostas de revuelto de huevo decoradas con anchoas en salazón.

Scotch woodcock (en castellano también como Tostada Cawdor) es una tosta típica de la cocina escocesa que consiste en huevo revuelto saborizado con un condimento de pasta de anchoas o Gentleman's Relish.
 Es muy similar al Welsh rarebit, con la diferencia que emplea queso fundido. Se suele servir en los cuartos de descanso del House of Commons of the United Kingdom («Cámara de los Comunes del Reino Unido») como al año 1949. Se suele servir históricamente en los colleges de la Universidad de Cambridge y Universidad de Oxford.

## Características
En contraposición con el Welsh rarebit (identificado con un conejo que de alguna forma va unido al queso), el Scotch woodcock se identifica con un ave (Scolopax que se identifica con el huevo). Se suele emplear en su elaboración filetes de anchoa en salazón. Es un plato ya descrito en la época victoriana y se puede comprobar al verlo en el libro de Mrs Beeton's Book of Household Management. A veces se suele servir al final de las comidas, tal y como se elaboran los cheese and biscuits.